# Williamson (Arizona)
Williamson és una concentració de població designada pel cens dels Estats Units a l'estat d'Arizona. Segons el cens del 2000 tenia 3.776 habitants.

## Demografia
Segons el cens del 2000, Williamson tenia 3.776 habitants, 1.558 habitatges, i 1.266 famílies La densitat de població era de 25,3 habitants/km².
Dels 1.558 habitatges en un 20,9% hi vivien nens de menys de 18 anys, en un 74,8% hi vivien parelles casades, en un 4,4% dones solteres, i en un 18,7% no eren unitats familiars. En el 14,2% dels habitatges hi vivien persones soles el 5,1% de les quals corresponia a persones de 65 anys o més que vivien soles. El nombre mitjà de persones vivint en cada habitatge era de 2,42 i el nombre mitjà de persones que vivien en cada família era de 2,65.
Per edats la població es repartia de la següent manera: un 17,7% tenia menys de 18 anys, un 3,8% entre 18 i 24, un 17,1% entre 25 i 44, un 41,3% de 45 a 60 i un 20,1% 65 anys o més.
L'edat mediana era de 51 anys. Per cada 100 dones de 18 o més anys hi havia 95,8 homes.
La renda mediana per habitatge era de 47.182 $ i la renda mediana per família de 51.983 $. Els homes tenien una renda mediana de 40.189 $ mentre que les dones 26.500 $. La renda per capita de la població era de 30.232 $. Aproximadament el 3,6% de les famílies i el 5,3% de la població estaven per davall del llindar de pobresa.

## Poblacions més properes
El següent diagrama mostra les poblacions més properes.